# Nederlandse kampioenschappen schaatsen sprint 1988
De Nederlandse kampioenschappen sprint 1988 voor mannen en vrouwen vormden een schaatsevenement dat onder auspiciën van de KNSB over de sprintvierkamp (2x 500, 2x 1000 meter) werd verreden. Het vond plaats in het weekend van 30 en 31 januari op de onoverdekte ijsbaan De Meent in Alkmaar, tegelijkertijd met de Nederlandse kampioenschappen schaatsen allround 1988. Het was de tweede gecombineerde editie sinds de NK sprint ook door vrouwen wordt verreden. Voor de mannen was het de negentiende editie, voor de vrouwen de zesde.
De NK allround en sprint stonden dit jaar na de NK afstanden (m/v) (2-5 januari), EK (v) (16 + 17 januari) en EK (m) (23 + 24 januari) en voor de WK sprint (m/v) (6 + 7 februari), OS (13-28 februari), WK allround (m) (5 + 6 maart) en WK allround (v) (12 + 13 maart) op de kalender. Daarvoor, tegelijkertijd en hierna vonden de wedstrijden plaats in het kader van het derde seizoen van de wereldbeker schaatsen.
Mannen
Er namen veertien mannen deel, waaronder drie kampioenen en twee debutanten. Twee voormalige deelnemers namen dit jaar aan de NK allround deel. Jan Ykema prolongeerde de titel, zijn derde in totaal. Hiermee evenaarde hij de recordprestatie van Jan Bazen (kampioen in 1970, 1971, 1972) en Jos Valentijn (1973, 1976, 1977). De tweede positie werd ingenomen door debutant Arie Loef. De sprintkampioen van 1984 en 1985 en allroundkampioen van 1986 en 1987, Hein Vergeer, bezette de derde plaats. De kampioen van 1986 en nummer twee van vorig jaar, Geert Kuiper, eindigde dit jaar als zevende. De nummer-3 van vorig jaar, Menno Boelsma, werd nu vierde. De twaalf te verdelen afstandsmedailles werden door vijf verschillende rijders behaald.
Vrouwen
Er namen net als in 1987 zes vrouwen deel, waaronder de kampioene van 1987 en twee debutanten. Elf voormalige deelneemsters namen dit jaar aan de NK allround deel waaronder de kampioenen Yvonne van Gennip (1984, 1985) en Petra Moolhuizen (1986). De titel ging dit jaar weer naar Christine Aaftink die daarmee voor de tweede keer het eindpodium betrad. De tweede plaats werd door Ingrid Haringa ingenomen die voor het eerst op het podium stond. Positie nummer drie werd bezet door debutante Mariska Hekkers. De twaalf te verdelen afstandsmedailles werden door vijf verschillende rijdsters behaald.
OS en WK sprint
De Nederlandse delegatie bij de WK sprint bestond bij de mannen uit het trio Menno Boelsma, Arie Loef en Jan Ykema en bij de vrouwen uit het trio Christine Aaftink, Ingrid Haringa en Mariska Hekkers. De vertegenwoordigers op de beide sprintafstanden bij de Winterspelen waren Menno Boelsma, Hein Vergeer en Jan Ykema bij de mannen en Christine Aaftink en Ingrid Haringa bij de vrouwen.

## Afstandmedailles
Mannen
| Afstand  | 1e           | 2e                  | 3e             |
| -------- | ------------ | ------------------- | -------------- |
| 1e 500m  | Jan Ykema    | Tjerk Terpstra      | Menno Boelsma  |
| 1e 1000m | Hein Vergeer | Arie Loef Jan Ykema |                |
| 2e 500m  | Jan Ykema    | Arie Loef           | Tjerk Terpstra |
| 2e 1000m | Jan Ykema    | Hein Vergeer        | Menno Boelsma  |

Vrouwen
| Afstand  | 1e                | 2e                | 3e              |
| -------- | ----------------- | ----------------- | --------------- |
| 1e 500m  | Christine Aaftink | Ingrid Haringa    | Mariska Hekkers |
| 1e 1000m | Christine Aaftink | Mariska Hekkers   | Ingrid Haringa  |
| 2e 500m  | Ingrid Haringa    | Christine Aaftink | Anita Loorbach  |
| 2e 1000m | Ingrid Haringa    | Christine Aaftink | Anja Bollaart   |

## Eindklassementen

### Mannen
| Rang   | Schaatser            | Punten     | 500m         | 1000m        | 500m       | 1000m          |
| ------ | -------------------- | ---------- | ------------ | ------------ | ---------- | -------------- |
| Goud   | Jan Ykema            | 155.820 CR | 38,55 (1) BR | 1.17,92 (2)  | 38,76 (1)  | 1.19,30 (1) BR |
| Zilver | Arie Loef            | 157.735    | 39,18 (4)    | 1.17,92 (2)  | 39,46 (2)  | 1.20,47 (4)    |
| Brons  | Hein Vergeer         | 158.220    | 39,47 (7)    | 1.17,90 (1)  | 40,04 (7)  | 1.19,52 (2)    |
| 4      | Menno Boelsma        | 158.400    | 39,04 (3)    | 1.19,04 (5)  | 39,76 (4)  | 1.20,16 (3)    |
| 5      | Tjerk Terpstra       | 158.840    | 38,94 (2)    | 1.19,73 (8)  | 39,65 (3)  | 1.20,77 (6)    |
| 6      | Hans Janssen         | 159.330    | 39,35 (6)    | 1.18,65 (4)  | 40,40 (9)  | 1.20,51 (5)    |
| 7      | Geert Kuiper         | 160.195    | 39,24 (5)    | 1.19,51 (7)  | 40,21 (8)  | 121,98 (9)     |
| 8      | Maarten Noijens      | 161.095    | 40,06 (10)   | 1.19,76 (9)  | 39,85 (5)  | 1.22,61 (12)   |
| 9      | Hans Kaats           | 161.365    | 39,64 (8)    | 1.20,65 (10) | 40,90 (12) | 1.21,00 7)     |
| 10     | Dirk Jan van Hameren | 162.755    | 39,94 (9)    | 1.20,86 (11) | 40,83 (10) | 1.23,11 (13)   |
| 11     | Raymond Brugmans     | 164.745    | 41,98 (12)   | 1.21,53 (13) | 40,97 (13) | 1.22,06 (10)   |
| 12     | Huub Peeters         | 166.230    | 43,35 (13)   | 1.21,86 (14) | 40,84 (11) | 1.22,22 (11)   |
| 13     | Bauke Jonkman        | 171.045    | 50,60 (14) * | 1.19,13 (6)  | 40,03 (6)  | 1.21,70 (8)    |
|        | Jan Nieuwenhuizen    | 081.175    | 40,61 (11)   | 1.21,13 (12) | DNS        |                |

CR = kampioenschapsrecord
DNS = niet gestart
* = met val

### Vrouwen
| Rang   | Schaatsster       | Punten  | 500m      | 1000m       | 500m      | 1000m       |
| ------ | ----------------- | ------- | --------- | ----------- | --------- | ----------- |
| Goud   | Christine Aaftink | 173.410 | 42,61 (1) | 1.26,07 (1) | 43,02 (2) | 1.29,45 (2) |
| Zilver | Ingrid Haringa    | 174.870 | 43,06 (2) | 1.28,73 (3) | 42,85 (1) | 1.29,19 (1) |
| Brons  | Mariska Hekkers   | 176.805 | 43,33 (3) | 1.27,92 (2) | 44,08 (4) | 1.30,87 (4) |
| 4      | Anja Bollaart     | 178.055 | 44,01 (6) | 1.29,40 (4) | 44,19 (5) | 1.30.31 (3) |
| 5      | Anita Loorbach    | 178.610 | 43,73 (4) | 1.29,78 (5) | 44,04 (3) | 1.31,90 (6) |
| 6      | Els Meijer        | 179.270 | 43,94 (5) | 1.30,42 (6) | 44,53 (6) | 1.31,18 (5) |